# لجن‌ماهیان
لجن‌ماهیان (نام علمی: Umbridae) نام یک تیره از راسته اردک‌ماهی‌سانان است.